# 北京坊

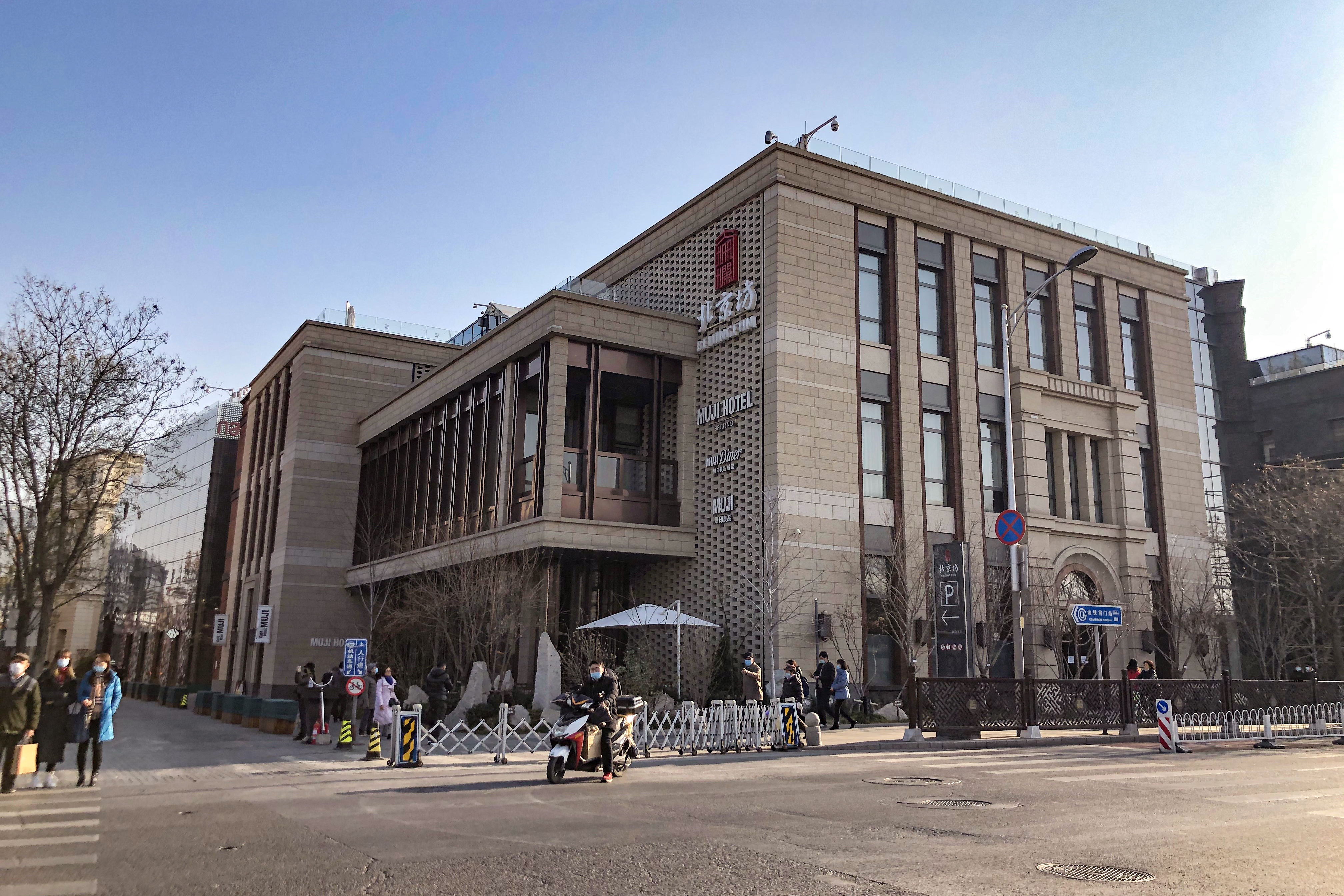
位于煤市街口的無印良品酒店

北京坊，位于北京市西城区大栅栏历史文化保护区东北角，是一个以文创等生活体验为主的商业建筑集群。

## 简介
北京坊东到珠宝市街，西到煤市街，南到廊房二条，北到前门西河沿街，不包括前门大街上的谦祥益。该项目自2006年开始规划，作为大栅栏历史文化保护区的建筑集群设计，西城区邀请吴良镛任总顾问，吴晨任北京坊项目总建筑师，按照“和而不同”的原则，邀请王世仁、朱小地、吴晨、崔恺、朱文一、边兰春、齐欣7位建筑师参与北京坊沿街8栋单体建筑的设计。整个“北京坊”项目计划建设26栋新建筑，包括上述沿街8栋单体建筑。北京坊整体建筑风格延续中华民国时期建筑特色，恢复了排子胡同等原有胡同肌理，拆除了原有的绝大部分老建筑，仅保留了北京劝业场及其东侧的宝恒祥金店、谦祥益老号旧址。2017年1月16日，北京坊建筑集群落成。

## 组成

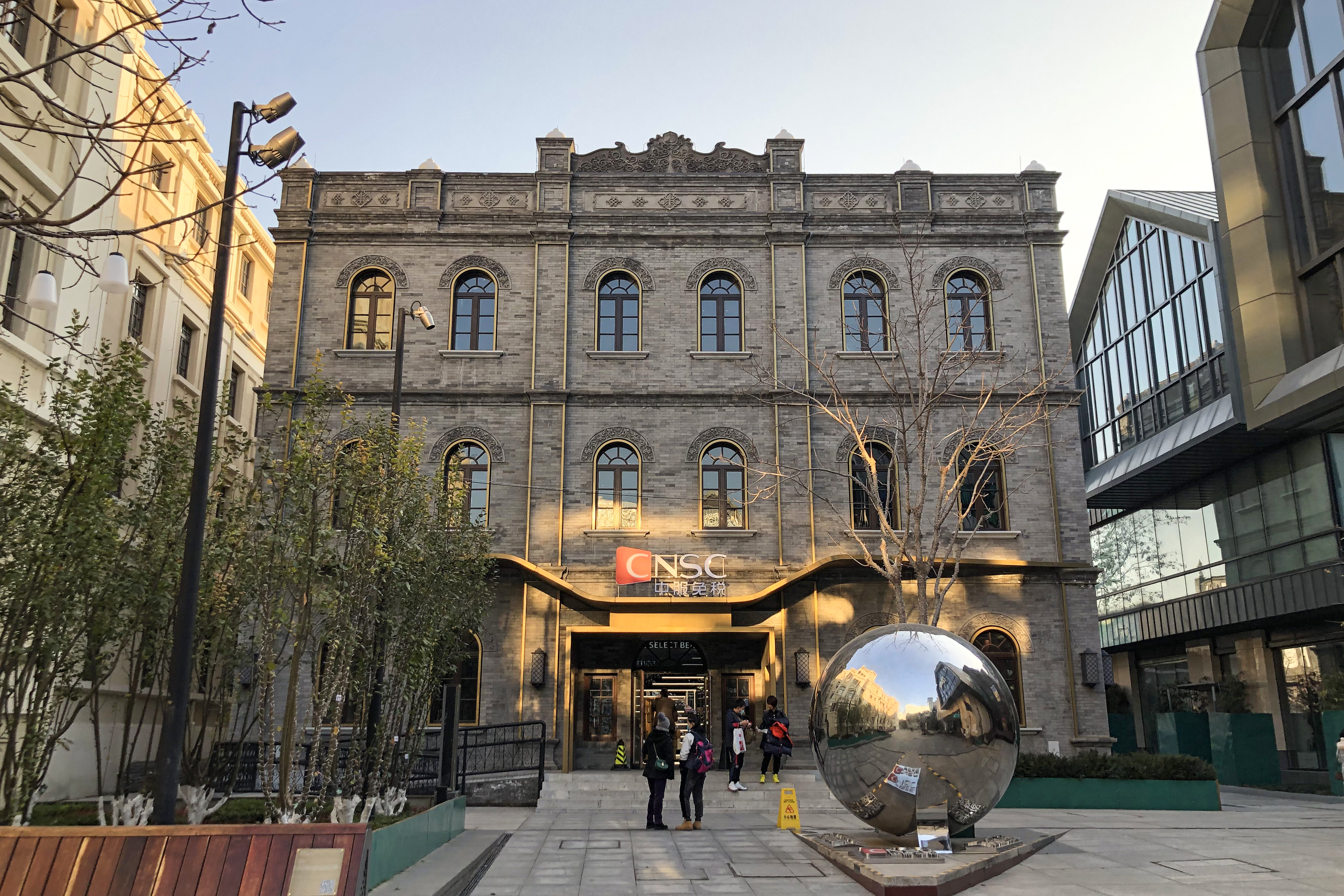
2020年进驻北京坊西区的中服免税店

整个北京坊以北京劝业场为中心，分为西区（W）和东区（E）。
- 北京劝业场：位于廊房头条17号，是全国重点文物保护单位。作为当代文化艺术的交流中心“劝业场文化艺术中心”开放。是西城区政府举办文化活动的重要场所，也是每年秋季北京国际设计周的主要展区[3]。
- W1：广安城市馆，位于北京劝业场西北侧，前门西河沿街南侧。
- W2：位于北京坊西北角，煤市街东侧，前门西河沿街南侧。
- W3：位于W2和W5之间。2017年万仟堂、日用之道开业。
- W4：位于W3西侧，煤市街东侧。2017年英园、祖母的厨房开业。
- W5：位于W3和W7之间。2017年inWe、睛姿眼镜、韩时烤肉、北平咖啡开业。
- W6：位于W5西侧，煤市街东侧。2017年北京天竺综合保税区德国商品展示店、兰芳园开业。
- W7：位于廊房头条北侧，三阳号西侧。2017年巧虎开业。
- W8：位于廊房头条北侧，W7西侧。
- W9：位于北京坊西南角，廊房头条北侧，W8西侧，煤市街东侧。2017年莲香斋、MS CHLOE、红鼎海鲜捞开业。
- W10：三阳号，位于廊房头条19号、21号，北京劝业场西侧。原先作为“廊房头条19号商店”被列为北京市西城区普查登记文物。2011年在北京坊建设过程中被违法拆除。2014年西城区文化委员会公布的北京市西城区普查登记文物名单中已不再收录。该店原先名字不详。2017年北京坊建筑集群落成时，该店已仿照原样式重建，西侧二层外墙上嵌有砖雕“三阳号”三字。故该新建筑称“三阳号”或三阳金店。2017年周氏兄弟国际艺术中心开业。
- E11：位于北京坊东北角，前门西河沿街南侧。2017年11月PAGE ONE试营业。
  - 保利国际影城天安门店：2016年12月在北京坊东区地下开业，入口位于E11东部，地处前门大街西侧，谦祥益北侧[4]。
- E12：位于北京坊东区，北京劝业场东北侧，前门西河沿街南侧。2017年初，家传文化体验中心开业，是该体验中心在中国开设的首店[3]。
- E13：位于E11和E15之间，谦祥益西侧。其西侧是个小广场。
- E14：位于廊房头条北侧，谦祥益南侧。2017年4月27日下午，INTERSPORT中国北区茵特体育战略发展新闻发布会暨北京坊店开业典礼举行[5]。
- E15：谦祥益老号旧址，位于廊房头条11号，“谦祥益老号旧址门面”被列为北京市西城区普查登记文物。2017年PINVITA开业。2017年局气在E14、E15开业。
- E16：宝恒祥金店，位于廊房头条15号，北京劝业场东侧。作为“宝恒祥商店”被列为北京市西城区普查登记文物。建造年代和设计师不详。三开间，两层，砖木结构。西侧女儿墙上有一组文字砖雕，最上面是“宝恒祥”三字，下方两侧是“金珠店”、“银器行”，中央是一段英文：“PAO HENG HSIANG GOLD & SILVER WARE OF EVERY DESCRIPTION CHOICE PEARLS FINE WORKMANSHIP ONE PRICE ONLY”。